# Kondavagilu, Arsikere
Kondavagilu là một làng thuộc tehsil Arsikere, huyện Hassan, bang Karnataka, Ấn Độ.